# Бегма, Владимир Владимирович
Владимир Владимирович Бегма (26 февраля 1938 — 28 апреля 2007) — советский и украинский режиссёр, работал в Национальном театре оперы и балета имени Т. Г. Шевченко, заслуженный деятель искусств Украины. Внучатый племянник композитора Игоря Стравинского.

## Биография
Родился 26 февраля 1938 года. После седьмого класса окончил Ростовскую спецшколу военно-воздушных сил. Позже поступил в музыкальное училище. Уже оканчивая его, стал артистом балета Театра музкомедии. Затем учился в Киевском театральном институте, на режиссёрском факультете, который набирал Марьян Крушельницкий. Служил в рядах Советской армии, где принимал участие в создании Ансамбля внутренних войск Украины. В 1965 году вернулся в институт на актёрско-режиссёрский факультет Владимира Нелли. В 1973 году снялся в эпизоде в фильме «Как закалялась сталь».
В 1975—1981 годах работал главным режиссёром Киевской оперетты. Поставил мюзикл «Д’Артаньян и три мушкетёра» на музыку М. Дунаевского за три года до выхода фильма.
Умер 28 апреля 2007 года. Похоронен в Киеве на Байковом кладбище (участок № 10).
Класс музыкальной режиссуры Владимира Бегмы окончил с отличием Соловьяненко Анатолий Анатольевич — народный артист Украины, лауреат Национальной премии Украины имени Тараса Шевченко, главный режиссёр Национальной оперы Украины.